# Stadsgracht (Zwolle)
1. DOORVERWIJZING Gebruiker:User:Blauwvingerj-tv/Stadsgracht (Zwolle)